# 韓擒虎

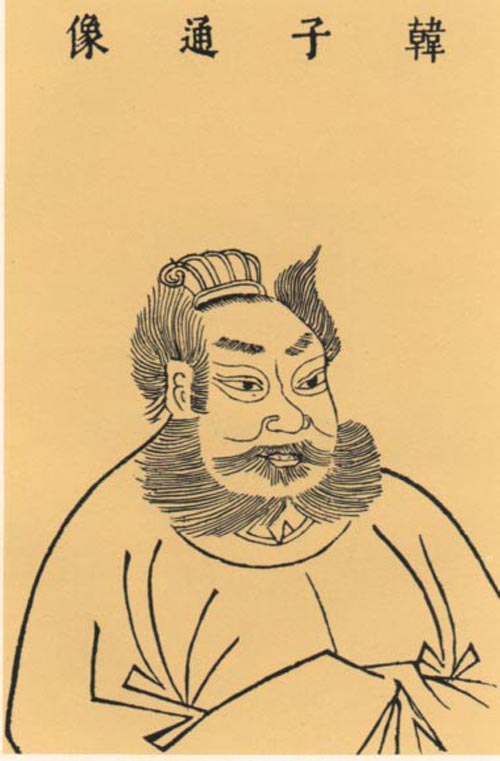
韓擒虎

韓 擒虎（かん きんこ、538年 - 592年）は、中国隋の武将。字は子通。河南郡東垣県（現在の河南省洛陽市新安県）の人。隋の文帝に将軍として仕え、南朝の陳を滅ぼし、中国を再統一する功績を挙げた。弟は韓僧寿・韓洪。

## 略歴
父の韓雄は北周の武将として勇名があり、大将軍・洛虞等八州刺史をつとめた。韓擒虎は若い頃から意気盛んで胆力と才略を賞賛された。容貌はたくましく、才知は表に現れていた。また読書を好み、経書・史書・諸子百家の書の大略をすべてつかんでいた。宇文泰は韓擒虎を評価し、息子たちと交遊させた。後に軍功によって都督・新安郡太守となり、しばらくして儀同三司にうつり、父の新義郡公の爵位を継いだ。武帝が北斉討伐の遠征を行うと、韓擒虎は洛陽の金墉城を守っていた独孤永業を説得して降伏させた。さらに范陽に進軍してこれを下し、上儀同を加えられ、永州刺史を拝した。南朝の陳が光州に侵入すると、韓擒虎は行軍総管としてこれを撃破し、さらに宇文忻に従って合州を平定した。随国公の楊堅（のちの隋の文帝）が丞相となり北周の実権を握ると、和州刺史となった。陳の武将の甄慶・任蛮奴・蕭摩訶らがしばしば江北に侵攻してきたが、韓擒虎はそのたびにこれを撃破した。
581年、楊堅は即位して隋を建国すると、江南の陳を平定して中国を統一したいと考えていた。韓擒虎が文武に優れ、名声のあることから、文帝は彼を廬州総管に任じ、陳の平定の任務を委任した。589年、陳の平定の兵が起こると、韓擒虎は先鋒として500人を率いて長江を渡り、采石を攻略した。次いで姑孰を半日で抜き、新林に進軍した。江南の父老は韓擒虎の威信を聞き及んでいたので、その軍門におもむく者たちが後を絶たなかった。陳軍は驚き、樊巡、魯世眞、田端らは相次いで韓擒虎に投降した。晋王の楊広（後の煬帝）の派遣した杜彦の軍と合流し、2万の兵で陳の首都建康に攻め寄せた。朱雀航の守備兵たちは、韓擒虎の来襲を聞くと恐れをなし潰滅した。陳将の任蛮奴は賀若弼の軍に敗れると、韓擒虎のもとに降伏した。韓擒虎は500の精鋭を率いて朱雀門に突入した。応戦しようとした陳軍に任蛮奴が自ら降伏したことを告げると、敵兵は逃げ散ってしまった。こうして韓擒虎は建康を平定し、皇帝の後主を捕らえる功績を挙げた。この時、賀若弼は韓擒虎に先を越されたことを激しく恨み、両者は文帝の前で功績を争った。文帝は2人をなだめ、韓擒虎の位を進めて上柱国とした。建康の宮殿に入城した際、兵士が略奪を行ったことを有司によって弾劾され、爵位は加えられなかった。後に突厥の使者が来朝した時、文帝はその前に韓擒虎を呼び寄せ、「この者こそが陳国の天子を捕らえたのだぞ」と言うと、使者は恐れをなして韓擒虎を仰視できなかった。もとの爵位とは別に寿光県公に封じられ、食邑1000戸を賜った。
異民族の侵入に備えるため行軍総管として金城に駐屯し、すぐに涼州総管となった。まもなく首都の長安に召還された。592年、病を得て死去した。享年55。
子の韓世諤が後を継いだ。韓世諤は後に楊玄感の反乱に参加し将軍となった。楊玄感が敗れると、韓世諤も捕らえられたが、護送の兵士に酒を振る舞い、彼らを酔いつぶした隙に脱走することに成功した。韓世諤は山賊のもとに奔りその後は行方不明となった。また、唐の李靖は姉妹の子にあたった。

## 伝記資料
- 『隋書』巻52 列伝第17
- 『北史』巻68 列伝第56